# عبدالله دیارا
عبدالله دیارا (انگلیسی: Abdoulaye Diarra؛ زادهٔ ۲۸ دسامبر ۱۹۹۴) بازیکن فوتبال اهل مالی است.
وی همچنین در تیم ملی فوتبال مالی بازی کرده است.